# آنیک کوژان
آنیک کوژان (Annick Cojean) (زاده ۱۹۵۷ در برست، فرانسه) خبرنگار جنگ، روزنامه‌نگار و فمینیست است.

## پیشه
آنیک کوژان روزنامه‌نگار مجله لو موند است. کوژان در سال‌های پس از انقلاب در لیبی به آن کشور سفر کرده و در ملاقات‌هایی که با افراد مختلف داشته‌است دست به تألیف کتاب حرمسرای قذافی (Gaddafi's Harem) می‌زند.

## جوایز
- برگزیده جایزه بزرگ باشگاه بین‌المللی مطبوعات برای کتاب حرمسرای قذافی
- جایزه «آلبر لوند» برای کتاب عرصه ها[۳]